# Lijst van nummer 1-albums in de Nederlandse Album Top 100 in 2000
Onderstaande albums stonden in 2000 op nummer 1 in de Nederlandse Album Top 100. De lijst werd samengesteld door Megacharts B.V..
| Nummer | Datum        | Artiest                       | Titel                                             |
| ------ | ------------ | ----------------------------- | ------------------------------------------------- |
|        | 1 januari    | geen Album Top 100 verschenen | geen Album Top 100 verschenen                     |
| 429    | 8 januari    | Céline Dion                   | All the way...A decade of song                    |
| 431    | 15 januari   | Marco Borsato                 | Luid en duidelijk                                 |
|        | 22 januari   | Marco Borsato                 | Luid en duidelijk                                 |
|        | 29 januari   | Marco Borsato                 | Luid en duidelijk                                 |
|        | 5 februari   | Marco Borsato                 | Luid en duidelijk                                 |
|        | 12 februari  | Marco Borsato                 | Luid en duidelijk                                 |
|        | 19 februari  | Marco Borsato                 | Luid en duidelijk                                 |
|        | 26 februari  | Marco Borsato                 | Luid en duidelijk                                 |
|        | 4 maart      | Marco Borsato                 | Luid en duidelijk                                 |
| 432    | 11 maart     | Santana                       | Supernatural                                      |
|        | 18 maart     | Santana                       | Supernatural                                      |
|        | 25 maart     | Santana                       | Supernatural                                      |
|        | 1 april      | Santana                       | Supernatural                                      |
|        | 8 april      | Santana                       | Supernatural                                      |
|        | 15 april     | Santana                       | Supernatural                                      |
| 433    | 22 april     | Doe Maar                      | Klaar                                             |
|        | 29 april     | Doe Maar                      | Klaar                                             |
|        | 6 mei        | Doe Maar                      | Klaar                                             |
|        | 13 mei       | Doe Maar                      | Klaar                                             |
|        | 20 mei       | Doe Maar                      | Klaar                                             |
| 434    | 27 mei       | Britney Spears                | Oops!... I did it again                           |
|        | 3 juni       | Britney Spears                | Oops!... I did it again                           |
| 435    | 10 juni      | Bon Jovi                      | Crush                                             |
|        | 17 juni      | Bon Jovi                      | Crush                                             |
|        | 24 juni      | Bon Jovi                      | Crush                                             |
| 436    | 1 juli       | Krezip                        | Nothing less                                      |
|        | 8 juli       | Krezip                        | Nothing less                                      |
|        | 15 juli      | Krezip                        | Nothing less                                      |
|        | 22 juli      | Krezip                        | Nothing less                                      |
|        | 29 juli      | Krezip                        | Nothing less                                      |
|        | 5 augustus   | Krezip                        | Nothing less                                      |
|        | 12 augustus  | Krezip                        | Nothing less                                      |
|        | 19 augustus  | Krezip                        | Nothing less                                      |
|        | 26 augustus  | Krezip                        | Nothing less                                      |
|        | 2 september  | Krezip                        | Nothing less                                      |
| 437    | 9 september  | Craig David                   | Born to do it                                     |
|        | 16 september | Craig David                   | Born to do it                                     |
| 438    | 23 september | Madonna                       | Music                                             |
|        | 30 september | Madonna                       | Music                                             |
|        | 7 oktober    | Madonna                       | Music                                             |
| 439    | 14 oktober   | BLØF                          | Watermakers                                       |
|        | 21 oktober   | BLØF                          | Watermakers                                       |
| 440    | 28 oktober   | Limp Bizkit                   | Chocolate starfish and the hot dog flavored water |
| 441    | 4 november   | U2                            | All that you can't leave behind                   |
|        | 11 november  | U2                            | All that you can't leave behind                   |
|        | 18 november  | U2                            | All that you can't leave behind                   |
|        | 25 november  | U2                            | All that you can't leave behind                   |
|        | 2 december   | U2                            | All that you can't leave behind                   |
| 442    | 9 december   | The Beatles                   | 1                                                 |
| 443    | 16 december  | Alessandro Safina             | Insieme a te                                      |
|        | 23 december  | Alessandro Safina             | Insieme a te                                      |
|        | 30 december  | Alessandro Safina             | Insieme a te                                      |